# Габріель Вільяміль
Габріель Вільяміль (ісп. Gabriel Villamíl, нар. 28 червня 2001) — болівійський футболіст, півзахисник еквадорського клубу «ЛДУ Кіто» і національної збірної Болівії.

## Клубна кар'єра
У дорослому футболі дебютував 2018 року виступами за команду «Болівар», в якій провів п'ять сезонів, взявши участь у 100 матчах чемпіонату. 
2024 року перейшов до еквадорського «ЛДУ Кіто».

## Виступи за збірну
2021 року дебютував в офіційних матчах у складі національної збірної Болівії.
У складі збірної був учасником розіграшу Кубка Америки 2024 року у США.
| Дата       | Місто                   | Господарі         | Результат | Гості     | Турнір                       | Голи | Примітки |
| ---------- | ----------------------- | ----------------- | --------- | --------- | ---------------------------- | ---- | -------- |
| 10-9-2021  | Буенос-Айрес            | Аргентина         | 3 – 0     | Болівія   | Відбір до ЧС 2022            | -    | 77'      |
| 24-3-2022  | Барранкілья             | Колумбія          | 3 – 0     | Болівія   | Відбір до ЧС 2022            | -    | 84'      |
| 29-3-2022  | Ла-Пас                  | Болівія           | 0 – 4     | Бразилія  | Відбір до ЧС 2022            | -    | 46'      |
| 24-9-2022  | Орлеан                  | Болівія           | 0 – 2     | Сенегал   | товариський матч             | -    | 86'      |
| 20-11-2022 | Арекіпа                 | Болівія           | 0 – 1     | Перу      | товариський матч             | -    | 71'      |
| 24-3-2023  | Джидда                  | Узбекистан        | 1 – 0     | Болівія   | товариський матч             | -    | 59'      |
| 28-3-2023  | Джидда                  | Саудівська Аравія | 1 – 2     | Болівія   | товариський матч             | -    | 80'      |
| 17-6-2023  | Гаррісон                | Еквадор           | 1 – 0     | Болівія   | товариський матч             | -    | 46'      |
| 20-6-2023  | Санта-Крус-де-ла-Сьєрра | Болівія           | 0 – 0     | Чилі      | товариський матч             | -    | 60'      |
| 8-9-2023   | Белен                   | Бразилія          | 5 – 1     | Болівія   | Відбір до ЧС 2026            | -    |          |
| 12-9-2023  | Ла-Пас                  | Болівія           | 0 – 3     | Аргентина | Відбір до ЧС 2026            | -    | 24' 26'  |
| 17-10-2023 | Асунсьйон               | Парагвай          | 1 – 0     | Болівія   | Відбір до ЧС 2026            | -    | 46' 68'  |
| 21-11-2023 | Монтевідео              | Уругвай           | 3 – 0     | Болівія   | Відбір до ЧС 2026            | -    | 59'      |
| 22-3-2024  | Баракі                  | Алжир             | 3 – 2     | Болівія   | товариський матч             | -    |          |
| 25-3-2024  | Аннаба                  | Болівія           | 1 – 0     | Андорра   | товариський матч             | -    | 46'      |
| 12-6-2024  | Честер                  | Еквадор           | 3 – 1     | Болівія   | товариський матч             | -    | 70'      |
| 15-6-2024  | Іст-Гартфорд            | Колумбія          | 3 – 0     | Болівія   | товариський матч             | -    | 82'      |
| 23-6-2024  | Арлінгтон               | США               | 2 – 0     | Болівія   | Копа Америка 2024 - 1-й етап | -    | 28'      |
| 27-6-2024  | Іст-Ратерфорд           | Уругвай           | 5 – 0     | Болівія   | Копа Америка 2024 - 1-й етап | -    |          |
| 1-7-2024   | Орландо                 | Болівія           | 1 – 3     | Панама    | Копа Америка 2024 - 1-й етап | -    | 21' 63'  |
| 10-9-2024  | Сантьяго                | Чилі              | 1 – 2     | Болівія   | Відбір до ЧС 2026            | -    |          |
| Усього     |                         | Матчів            | 21        |           | Голів                        | 0    |          |

## Титули і досягнення
- Чемпіон Болівії: 2019А, 2022А
- Чемпіон Еквадору: 2024
- Володар Суперкубка Еквадору: 2025